# Làmina d'ona
Una làmina d'ona o retardador és un dispositiu òptic que altera l'estat de polarització d'una ona de llum viatjant a través d'ell. Dos tipus freqüents de làmines d'ones són la làmina de mitja ona, que canvia la direcció de polarització de la llum linealment polaritzada, i la làmina de quart d'ona, que converteix llum polaritzada linealment en llum polaritzada circularment o el·lípticament.
Les làmines d'ona estan construïdes amb materials birefringents (com ara quars o mica), els quals l'índex de refracció és diferent per cada orientació. El comportament d'una làmina d'ones (és a dir, si es tracta d'una làmina de quart d'ona, d'una làmina de mitja ona, etc.) depèn del gruix del cristall, la longitud d'ona de la llum incident i de la variació de l'índex de refracció. Fent una elecció apropiada d'aquests paràmetres, és possible introduir un desfasament controlat entre dues components de polarització de la llum i per tant, modificar-ne la polarització.

## Principis de funcionament

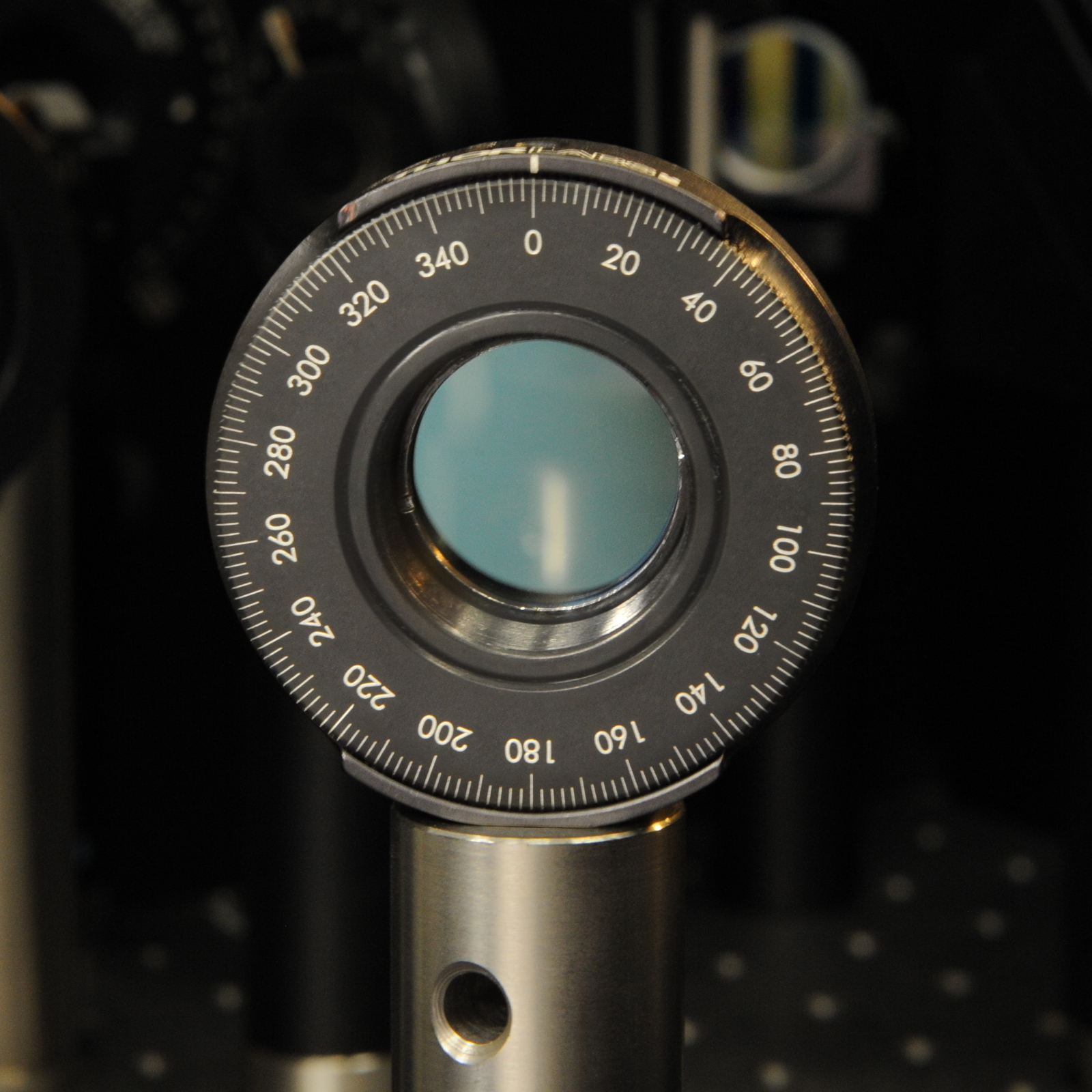
Làmina d'ona de λ/2 en una muntura rotatòria.

Una làmina d'ona funciona canviant la fase entre les dues components perpendiculars de polarització d'una ona de llum. La làmina d'ona més senzilla consta d'un cristall birefringent amb l'orientació i el gruix acuradament triats. El cristall es talla en una làmina amb l'orientació del tall triada de tal manera que l'eix òptic del material sigui paral·lel a les superfícies de la làmina. Aquest procés resulta en dos eixos en el pla del tall: l'eix ordinari, amb índex de refracció {\displaystyle n_{0}}, i l'eix extraordinari amb índex de refracció {\displaystyle n_{e}}. L'eix ordinari és perpendicular a l'eix òptic, en canvi, l'eix extraordinari és paral·lel a l'eix òptic. Per llum incidint normalment sobre la làmina, la component de polarització al llarg de l'eix ordinari viatja a través del cristall amb una velocitat {\displaystyle v_{0}=c/n_{0}}, mentre que la component de polarització al llarg de l'eix extraordinari viatja a velocitat {\displaystyle v_{e}=c/n_{e}}. Això porta a una diferència de fase entre les dues components quan la llum surt del cristall. Quan {\displaystyle n_{e}<n_{0}}, tal com passa a la calcita, a l'eix extraordinari se l'anomena eix ràpid i a l'ordinari se l'anomena eix lent.
En funció del gruix del cristall, llum amb components de polarització al llarg de tots dos eixos sortirà amb diferents estats de polarització. La làmina d'ona es caracteritza per la quantitat de fase relativa, Γ, que afegeix a les dues components, aquest fet està relacionat amb la birefringència Δn i amb el gruix L del cristall mitjançant la fórmula,
{\displaystyle \Gamma ={\frac {2\pi \Delta nL}{\lambda _{0}}},}
on {\displaystyle \lambda _{0}}és la longitud d'ona de la llum al buit.
Les làmines d'ona es poden descriure mitjançant el formalisme de les matrius de Jones, el qual usa vectors per representar l'estat de polarització de la llum i matrius per representar les transformacions lineals que produeixen les làmines d'ona. Aquest formalisme també és molt útil per descriure l'efecte que produeixen els polaritzadors sobre l'estat de polarització de la llum.